# Вален
Вален (на френски: Walhain) е селище в Централна Белгия, окръг Нивел на провинция Валонски Брабант. Населението му е около 6000 души (2006).